# Luciu de buze

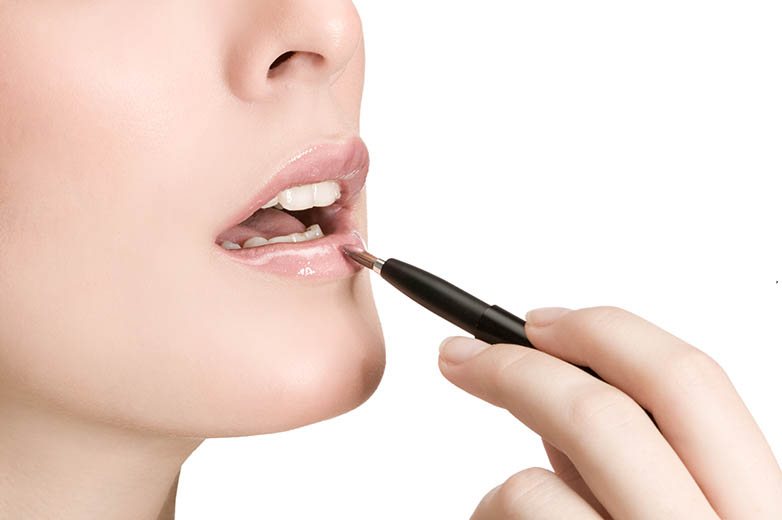
Luciul de buze se aplică cu o perie de buze retractabilă.

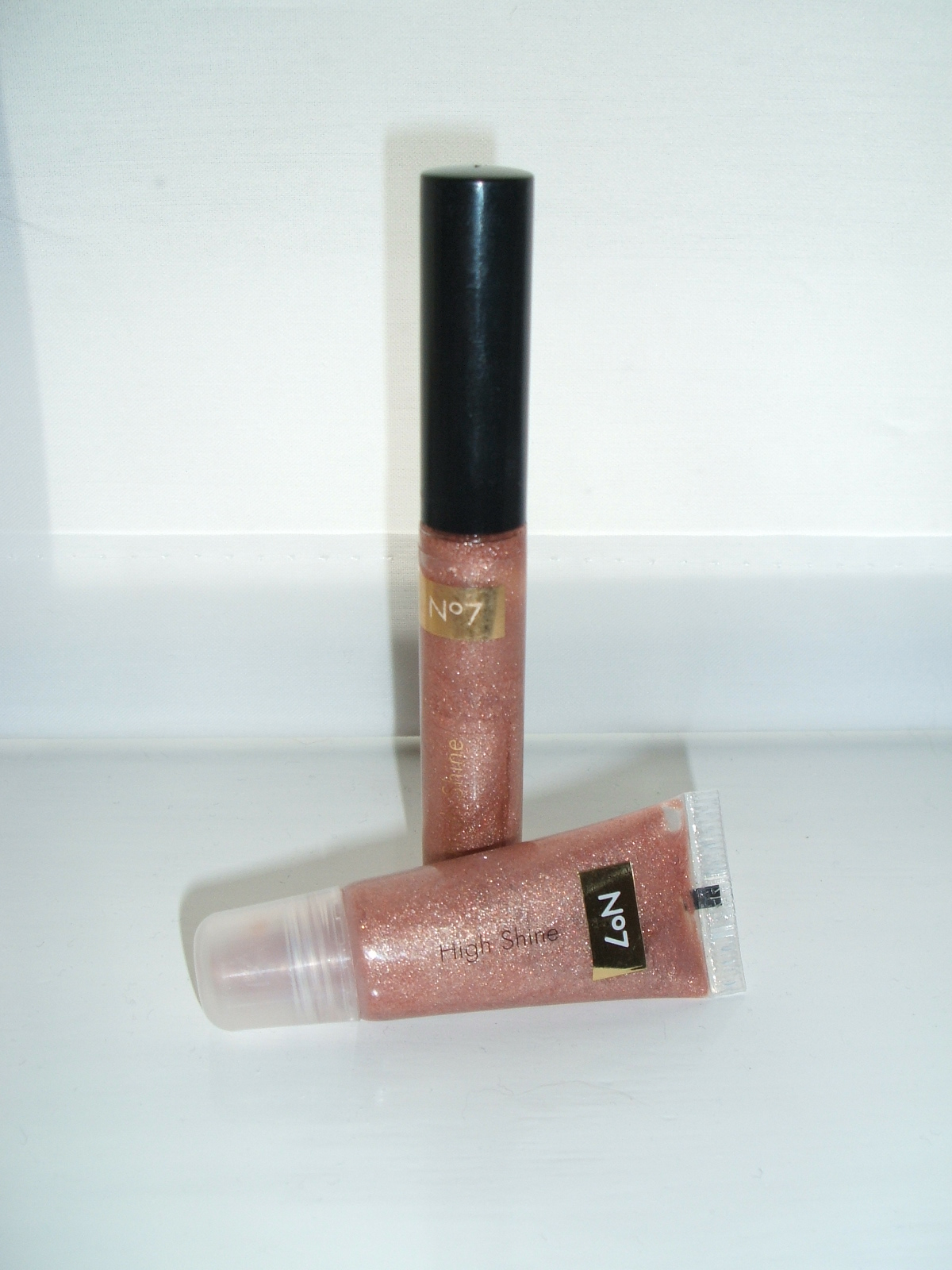
Luciu de buze în formate de tub care pot fi stors sau care conține un aplicator de tip baghetă

Luciul de buze este un produs cosmetic folosit în primul rând pentru a oferi buzelor un luciu lucios și, uneori, pentru a adăuga o culoare subtilă. Se distribuie sub formă de lichid sau solid moale (nu trebuie confundat cu balsamul de buze, care are în general scopuri medicale sau liniștitoare sau ruj, care, în general, este o substanță solidă, de tip cremă, care dă o culoare mai pigmentată. ) Produsul este disponibil în game de opacitate de la translucid la solid și poate avea diverse finisaje mat, sclipitoare, lucioase și metalice. 

## Tipuri
La fel ca rujul, luciul de buze vine într-o varietate de forme și poate fi aplicat în moduri diferite. Poate fi conținut într-un cilindru mic și aplicat cu o baghetă aplicatoare rotunjită sau înclinată (cunoscută sub numele de aplicator pentru picioruș) sau cu o pensulă de buze încorporată. Poate veni într-un tub mic, moale, din plastic, care poate fi stors, conceput pentru a fi trecut peste buze, aplicat cu vârful degetului sau cu pensula de buze. Luciile solide sau semisolide vin în cutii sau tuburi și uneori estompează distincția dintre luciu de buze și balsam de buze.
Luciul de buze de bază adaugă pur și simplu strălucire buzelor fără culoare. Luciul de buze colorat adaugă o combinație de culoare și strălucire. Luciul de buze strălucitor are o bază sclipitoare, cu sau fără culoare.
Noile tipuri de luciu de buze „plump” conțin ingrediente care fac ca buzele să pară mai moi și mai pline. Acestea sunt o alternativă ieftină, ușoară și, de obicei, inofensivă, în comparație cu injecțiile cu colagen, Restylane, Juvederm sau grăsimi. Nu sunt la fel de eficiente, totuși, deoarece efectele sunt temporare.
Luciul de buze este adesea folosit atunci când o persoană dorește să aibă ceva culoare pe buze, dar nu dorește un efect intens, solid al culorii buzelor (adică un aspect mai „strident”), așa cum ar crea rujul. Luciul de buze este adesea folosit ca o introducere în machiaj. Puteți găsi lucii strălucitoare de buze strălucitoare în multe introduceri la trusele de machiaj. Este adesea folosit de adolescenți, preadolescenți și tineri care doresc să poarte machiaj, dar sunt prea tineri pentru a purta culori de ruj mai intense. Luciul de buze este, de asemenea, folosit de către femeile tinere cărora nu le place să se machieze, dar care trebuie să participe la o ocazie formală. Luciul de buze poate fi aplicat deasupra rujului pentru a crește luciul unei culori sau pentru a adăuga adâncime, ca în cazul luciului cu sclipici.

## Ingrediente
La fel ca rujul, luciul de buze este un amestec de ceară, uleiuri și pigmenți. Cu toate acestea, luciul de buze conține mai puțini pigmenți, iar cei utilizați sunt adesea de culoare deschisă sau diluați (<3%). Principalele componente sunt lanolina, care se simte bine pe buze datorită calităților sale hidratante și conferă luciu și polibutenă. 

## Istorie
Luciul de buze a fost inventat de Max Factor în 1930. El a vrut să creeze un produs pentru buze care să facă buzele strălucitoare și lucioase pentru industria de filme .   A dezvoltat cosmetice special concepute pentru actrițele care joacă în filme alb-negru. Femeile au fost inspirate de actrițele de film pentru a îmbrățișa această tendință de machiaj. Acest lucru a dus la popularitatea luciului de buze. Primul luciu de buze disponibil comercial a fost Max Factor 's X-Rated, lansat în 1932.  Formula originală a fost vândută până în 2003, când Procter și Gamble au retras produsul.
În 1973, Bonne Bell a introdus primul luciu de buze aromatizat, Lip Smackers . Lip Smackers au fost și sunt încă populare în rândul tinerilor adolescenți. Inițial Lip Smackers a venit în două dimensiuni: mic și mare. Cele mici puteau fi ținute în buzunar, iar cele mari aveau o frânghie de atârnat la gât. S-a anunțat că, înainte de o întâlnire, o fată adolescentă ar trebui să aleagă o aromă adecvată, deoarece acesta ar fi primul gust simțit de către partenerul acesteia, atunci când buzele lui le-ar săruta pe ale ei. 

## Beneficiu
Emolienți - Multe ingrediente diferite pot fi utilizate pentru a face buzele să se simtă netede și să aducă strălucire. Majoritatea formulelor utilizează ulei (pe bază de minerale sau vegetale), derivați de lanolină sau polibutenă (un tip de hidrocarbură care imită siliconii). În mod surprinzător, siliconii nu sunt folosiți în mod obișnuit (siliconii sunt folosiți pentru a adăuga strălucire și netezime multor produse de îngrijire a părului și pielii).